# Швальмштадт
Швальмштадт (нім. Schwalmstadt) — місто в Німеччині, знаходиться в землі Гессен. Підпорядковується адміністративному округу Кассель. Входить до складу району Швальм-Едер.
Площа — 84,74 км2. Населення становить 18 091 ос. (станом на 31 грудня 2020).